# Thomasomys aureus
Espèce
Statut de conservation UICN

 LC  : Préoccupation mineure
Thomasomys aureus est une espèce de rongeurs de la famille des Cricétidés.

## Répartition et habitat
Cette espèce est présente au Venezuela, en Colombie, en Équateur, au Pérou et en Bolivie. On la trouve entre 1 460 et 3 850 m d'altitude. Elle vit dans les forêts tropicales humides, les forêts tempérées et dans le paramo.